# Lamberto Picasso
Lamberto Pio Picasso (La Spezia, 20 ottobre 1880 – Roma, 17 settembre 1962) è stato un attore, regista e doppiatore italiano. Nonostante fosse principalmente un attore teatrale, lavorò anche in numerose produzioni cinematografiche.

## Biografia
Visse in gioventù a Genova, dove studiò prima all'istituto tecnico e poi recitazione impiegandosi, dal 1902, come attore in piccole compagnie di prosa.
Col tempo recitò come primo attore accanto ad interpreti del calibro di Irma Gramatica, Antonio Gandusio e Lyda Borelli, mentre lavorò sotto la direzione di Virgilio Talli, Flavio Andò ed Ermete Novelli. Ciò gli impose un trasferimento a Roma, dove fece parte della compagnia stabile del Teatro Argentina: proprio qui formò una compagnia in proprio dal nome La Compagnia dello Spettacolo d'Arte, con la quale produsse opere di un certo valore.
Nel 1925 venne convocato da Luigi Pirandello per far parte della compagnia del Teatro d'Arte di Roma, che ebbe però vita breve: nonostante ciò, Picasso seppe interpretare ruoli di successo come il padre nei Sei personaggi in cerca d'autore, attirando le critiche positive della stampa italiana e straniera.
Nella stagione 1928-29 diresse il Teatro d'Arte di Milano e si fece interprete di personaggi di autori quali Luigi Chiarelli, Massimo Bontempelli e Ugo Betti: col tempo, però, rese sempre più sporadica la presenza sui palcoscenici, producendosi più nel cinema.

## Filmografia

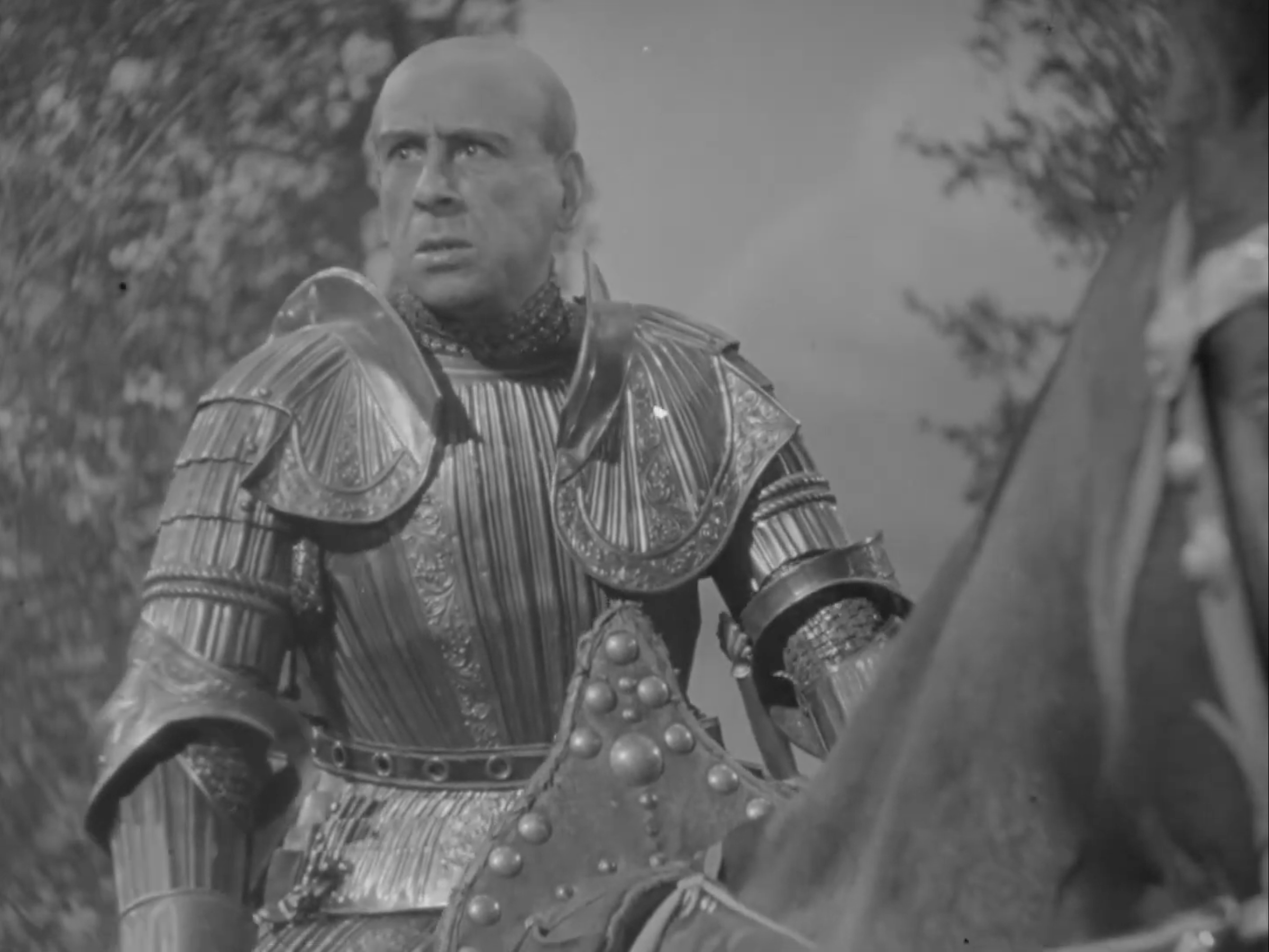
Lamberto Picasso in Ettore Fieramosca (1938)

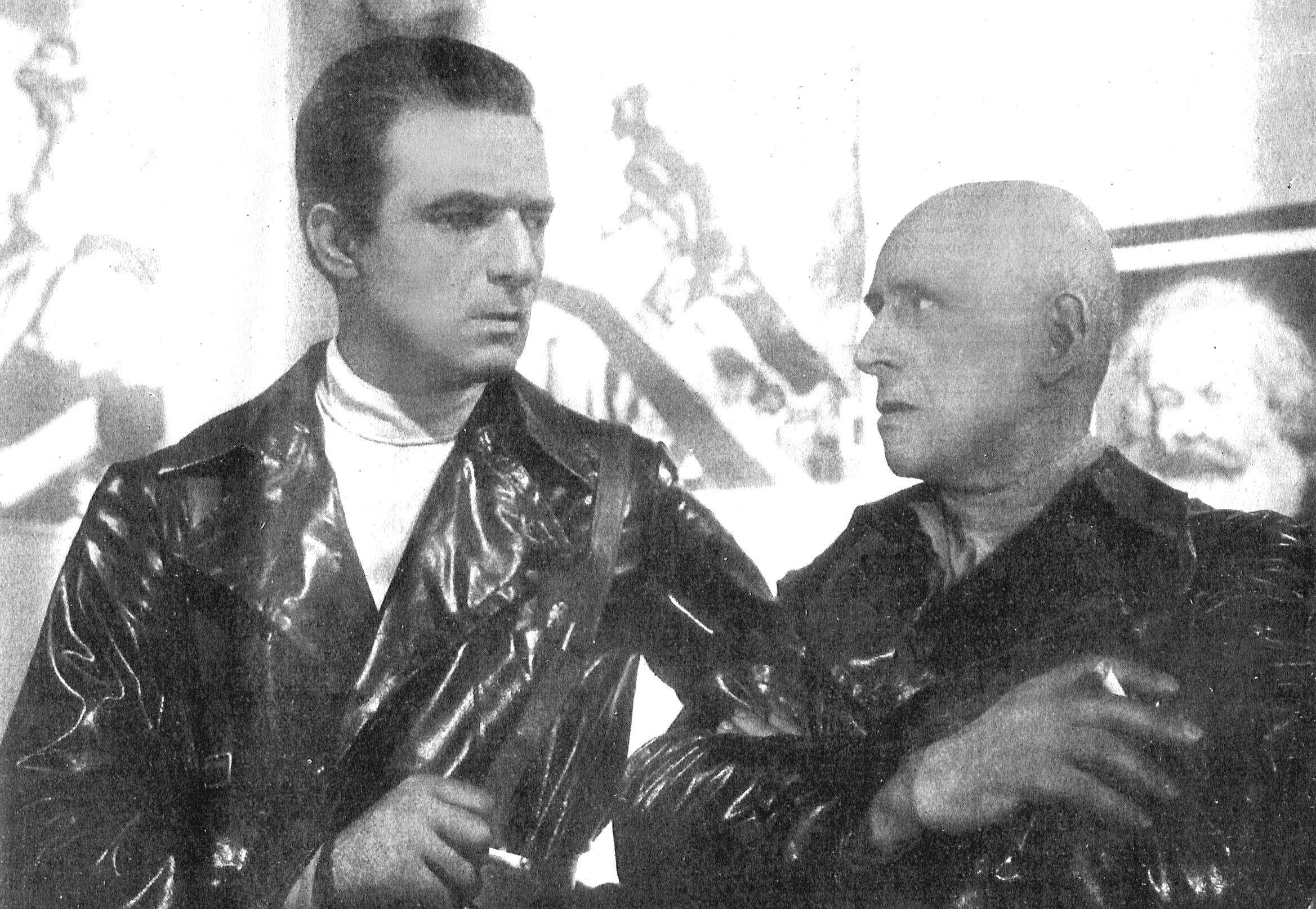
Fosco Giachetti con Lamberto Picasso in Noi vivi (1942)

- Rinunzia, regia di Carmine Gallone (1914)
- La donna nuda, regia di Carmine Gallone (1914)
- La maschera dell'amore, regia di Ivo Illuminati (1916)
- Il canto dell'agonia (1916)
- L'avvenire in agguato (1916)
- San-Zurka-San (1920)
- Il principe idiota (1920)
- La rosa, regia di Arnaldo Frateili (1921)
- La mirabile visione (1921)
- Il segreto del dottore, regia di Jack Salvatori  (1930)
- La donna bianca, regia di Jack Salvatori (1930)
- La segretaria privata, regia di Goffredo Alessandrini (1931)
- Paradiso, regia di Guido Brignone  (1932)
- La voce lontana, regia di Guido Brignone (1933)
- Il trattato scomparso, regia di Mario Bonnard (1933)
- O la borsa o la vita, regia di Carlo Ludovico Bragaglia (1933)
- Le masque qui tombe (1933)
- Al buio insieme, regia di Gennaro Righelli (1933)
- Fanny, regia di Mario Almirante (1933)
- La marcia nuziale, regia di Mario Bonnard (1934)
- La città dell'amore, regia di Mario Franchini (1934)
- La signora di tutti, regia di Max Ophüls (1934)
- Quei due, regia di Gennaro Righelli (1935)
- Campo di maggio, regia di Giovacchino Forzano (1935)
- Casta Diva, regia di Carmine Gallone (1935)
- I due sergenti, regia di Enrico Guazzoni (1936)
- Scipione l'Africano, regia di Carmine Gallone (1937)
- Il dottor Antonio, regia di Enrico Guazzoni (1937)
- Jeanne Doré, regia di Mario Bonnard (1938)
- Giuseppe Verdi, regia di Carmine Gallone (1938)
- L'orologio a cucù, regia di Camillo Mastrocinque (1938)
- Ettore Fieramosca, regia di Alessandro Blasetti (1938)
- Diamanti, regia di Corrado D'Errico (1939)
- Terra di nessuno , regia di Mario Baffico (1939)
- Manon Lescaut (1939)
- Ricchezza senza domani (1940)
- Oltre l'amore (1940)
- Piccolo alpino (1940)
- Caravaggio, il pittore maledetto (1941)
- Amore imperiale (1941)
- Vertigine (1942)
- Un garibaldino al convento, regia di Vittorio De Sica (1942)
- La fabbrica dell'imprevisto, regia di Jacopo Comin (1942)
- Noi vivi (1942)
- Addio Kira! (1942)
- Rossini (1942)
- La contessa Castiglione (1942)
- Pazzo d'amore (1942)
- Dente per dente, regia di Marco Elter (1943)
- Calafuria (1943)
- Tempesta sul golfo (1943)
- Rita da Cascia (1943)
- Sant'Elena, piccola isola, regia di Umberto Scarpelli e Renato Simoni (1943)
- Il viaggio del signor Perrichon, regia di Paolo Moffa (1943)
- Non mi muovo (1943)
- Nessuno torna indietro (1943)
- Non canto più, regia di Riccardo Freda (1945)
- Teheran (1946)
- Amanti in fuga (1946)
- I fratelli Karamazoff (1947)
- Cuore (1948)
- Patto col diavolo, regia di Luigi Chiarini (1949)
- Monastero di Santa Chiara (1949)
- Follie per l'opera, regia di Mario Costa (1949)
- Stasera sciopero (1951)
- Enrico Caruso, leggenda di una voce (1951)
- Messalina, regia di Carmine Gallone (1951)
- Gli uomini non guardano il cielo (1952)
- Frine, cortigiana d'Oriente (1953)
- Nerone e Messalina, regia di Primo Zeglio (1953)

## Prosa teatrale
- La foresta pietrificata di Robert Emmet Sherwood, regia di Anton Giulio Bragaglia, prima al Teatro delle Arti di Roma il 2 marzo 1938.

## Prosa radiofonica

Rina Morelli con Lamberto Picasso negli studi EIAR nel 1942, nel dramma Casa di bambola

- Il Giacchin di Sant'Alberto, commedia comica di Anacleto Ermete Chiola, regia di Alberto Casella, trasmessa il 6 gennaio 1937
- EIAR
- Liliom di Ferenc Molnár, regia di Alberto Casella, trasmessa il 13 gennaio 1938.
- RAI
- I corvi di Henri Becque, regia di Anton Giulio Majano, trasmessa il 6 giugno 1959.
- Corruzione al Palazzo di giustizia, di Ugo Betti, regia di Pietro Masserano Taricco, trasmessa il 6 giugno 1949.
- A casa per le sette di Robert Sheriff, regia di Umberto Benedetto, trasmessa il 28 settembre 1953.
- Primo Faust di Wolfgang Goethe, regia di Corrado Pavolini, trasmessa il 9 marzo 1955.

## Prosa televisiva RAI
- Il processo di Mary Dugan di Bayard Vellierd, regia di Claudio Fino, trasmessa il 26 novembre 1954.
- Le luci della strada, regia di Lamberto Picasso, trasmessa il 15 luglio 1958.